# Tiro em terceira pessoa
Tiro em terceira pessoa, do inglês third-person shooter (ou TPS), é um gênero de jogos eletrônicos, normalmente apresentado com gráficos em 3D, onde o jogador vê o seu personagem em uma perspectiva em terceira pessoa, geralmente com uma câmera nas costas do personagem, como em Splinter Cell Blacklist. É um subgênero de jogos de tiro.

## Definição
Um jogo de tiro em terceira pessoa é um jogo que é estruturado a partir de tiroteios, onde o avatar é visível ao jogador por meio de uma perspectiva em terceira pessoa, sendo essa perspectiva mutável ou não.

## Design
Jogos de tiro em terceira pessoa são um tipo de shooter 3D, que é um subgênero de jogos de ação que dá ênfase à mirar e atirar. Esses jogos são distintos dos outros shooters, pois a perspectiva é renderizada de uma distância fixada atrás do avatar do jogo, e um pouco acima dele. Esse tipo de jogo é mais realista do que shooters em 2D, não apenas graficamente mas como também em termos de jogabilidade. Por exemplo, os jogos frequemente limitam a quantidade de munição que o jogador pode carregar, e o dano é dado em relação a em que parte do corpo o tiro acertou. Esse tipo de jogo também deixa o jogador se esconder atrás de portas e objetos, de uma maneira que não é possível em shooters 2D. São considerados mais difíceis que fazer em relação aos jogos de FPS, pois é necessária a criação do design do personagem e, sobretudo, uma grande quantidade de animações, enquanto no FPS o desenvolvedor precisa apenas mover a câmera durante as ações, e animar só o que a câmera vê.